# Grand Prix Nizozemska 1962
Grand Prix Nizozemska 1962 (oficiálně XI Grote Prijs van Nederland) se jela na okruhu Circuit Zandvoort v Zandvoortu v Nizozemsku dne 20. května 1962. Závod byl prvním v pořadí v sezóně 1962 šampionátu Formule 1.

## Závod
| Poř.   | No. | Jezdec                  | Konstruktér     | Počet kol | Čas/Odstoupení      | Pořadí na startu | Body |
| ------ | --- | ----------------------- | --------------- | --------- | ------------------- | ---------------- | ---- |
| 1      | 17  | Graham Hill             | BRM             | 80        | 2:11:02.1           | 2                | 9    |
| 2      | 5   | Trevor Taylor           | Lotus-Climax    | 80        | +27.2               | 10               | 6    |
| 3      | 1   | Phil Hill               | Ferrari         | 80        | +1:21.1             | 9                | 4    |
| 4      | 2   | Giancarlo Baghetti      | Ferrari         | 79        | +1 kolo             | 12               | 3    |
| 5      | 7   | Tony Maggs              | Cooper-Climax   | 78        | +2 kola             | 15               | 2    |
| 6      | 14  | Carel Godin de Beaufort | Porsche         | 76        | +4 kola             | 14               | 1    |
| 7      | 11  | Jo Bonnier              | Porsche         | 75        | +5 kol              | 13               |      |
| 8      | 21  | Jackie Lewis            | Cooper-Climax   | 70        | +10 kol             | 19               |      |
| 9      | 4   | Jim Clark               | Lotus-Climax    | 70        | +10 kol             | 3                |      |
| Ret    | 3   | Ricardo Rodríguez       | Ferrari         | 73        | Smyk                | 11               |      |
| Ret    | 18  | Richie Ginther          | BRM             | 71        | Nehoda              | 7                |      |
| Ret    | 9   | Innes Ireland           | Lotus-Climax    | 61        | Smyk                | 6                |      |
| Ret    | 10  | Masten Gregory          | Lotus-Climax    | 54        | Hřídel              | 16               |      |
| NC     | 16  | Wolfgang Seidel         | Emeryson-Climax | 52        | Neklasifikován      | 20               |      |
| Ret    | 12  | Dan Gurney              | Porsche         | 47        | Převodovka          | 8                |      |
| Ret    | 6   | Bruce McLaren           | Cooper-Climax   | 21        | Převodovka          | 5                |      |
| Ret    | 20  | Roy Salvadori           | Lola-Climax     | 12        | Odvolán             | 17               |      |
| Ret    | 19  | John Surtees            | Lola-Climax     | 8         | Nehoda              | 1                |      |
| Ret    | 8   | Jack Brabham            | Lotus-Climax    | 4         | Nehoda              | 4                |      |
| Ret    | 15  | Ben Pon                 | Porsche         | 2         | Smyk                | 18               |      |
| WD     | 16  | Rob Slotemaker          | Porsche         |           | Vůz nebyl připraven |                  |      |
| WD     | 21  | Maurice Trintignant     | Lotus-Climax    |           | Vůz nebyl připraven |                  |      |
| Zdroj: |     |                         |                 |           |                     |                  |      |

## Průběžné pořadí po závodě
Pohár jezdců
| Pořadí | Jezdec             | Body |
| ------ | ------------------ | ---- |
| 1      | Graham Hill        | 9    |
| 2      | Trevor Taylor      | 6    |
| 3      | Phil Hill          | 4    |
| 4      | Giancarlo Baghetti | 3    |
| 5      | Tony Maggs         | 2    |
| Zdroj: |                    |      |

Pohár konstruktérů
| Pořadí | Konstruktér   | Body |
| ------ | ------------- | ---- |
| 1      | BRM           | 9    |
| 2      | Lotus-Climax  | 6    |
| 3      | Ferrari       | 4    |
| 4      | Cooper-Climax | 2    |
| 5      | Porsche       | 1    |
| Zdroj: |               |      |